# Episodi de Le avventure del giovane Indiana Jones (prima stagione)
La prima stagione della serie televisiva Le avventure del giovane Indiana Jones debuttò sulla ABC il 4 marzo 1992 con l'episodio pilota di durata doppia La maledizione dello sciacallo, che servì a presentare il personaggio alle due età che avrebbe avuto nella serie. I successivi cinque episodi, di durata regolare, andarono in onda dall'11 marzo all'8 aprile. L'edizione italiana venne trasmessa su Raiuno in prima serata dal 18 maggio 1992 al 25 maggio 1993, rispettando l'ordine originale solo per i primi tre episodi.
| nº | Titolo originale                                | Titolo italiano                             | Prima TV USA   | Prima TV Italia |
| -- | ----------------------------------------------- | ------------------------------------------- | -------------- | --------------- |
| 1  | Young Indiana Jones and the Curse of the Jackal | La maledizione dello sciacallo              | 4 marzo 1992   | 18 maggio 1992  |
| 2  | London, May 1916                                | Londra, maggio 1916                         | 11 marzo 1992  | 19 maggio 1992  |
| 3  | British East Africa, September 1909             | Africa orientale britannica, settembre 1909 | 18 marzo 1992  | 2 giugno 1992   |
| 4  | Verdun, September 1916                          | Verdun 1916                                 | 25 marzo 1992  | 25 maggio 1993  |
| 5  | German East Africa, December 1916               | Africa orientale tedesca 1916               | 1º aprile 1992 | 16 giugno 1992  |
| 6  | Congo, January 1917                             | Congo 1917                                  | 8 aprile 1992  | 27 aprile 1993  |

## La maledizione dello sciacallo
- Titolo originale: Young Indiana Jones and the Curse of the Jackal
- Diretto da: Jim O'Brien e Carl Schultz
- Scritto da: Jonathan Hales

### Trama
Henry Walton Jones Jr., meglio noto successivamente come Indiana Jones, nasce il 1º luglio 1899 a Princeton da Henry e Anna. Nel maggio 1908 Indy si unisce alla sua famiglia in un viaggio intorno al mondo, partendo da Oxford, dove portano a bordo la tutrice di Indy, Helen Seymour. La loro prima destinazione esotica è la Valle dei Re in Egitto, dove Howard Carter sta scavando una tomba appena scoperta. Qui Indy si ritrova a investigare su un omicidio con l'aiuto di T. E. Lawrence, ma l'assassino fugge.
Otto anni dopo, Indy e suo cugino Frank sono diretti a Columbus (Nuovo Messico) per divertirsi, quando la città viene improvvisamente attaccata da Pancho Villa e dai suoi cavalieri. Indy segue i villisti nel deserto e viene presto fatto prigioniero, ma è commosso dalle parole di Villa e si unisce alla sua causa, cavalcando con lui mentre John Pershing li insegue nel deserto. Indy incontra e fa amicizia con l'espatriato belga Remy Baudouin, è testimone dell'intensità di un giovane George S. Patton e ritrova l'assassino fuggito otto anni prima.
- Altri interpreti: Mike Moroff (Pancho Villa), Francesco Quinn (José González).

## Londra, maggio 1916
- Titolo originale: London, May 1916
- Diretto da: Carl Schultz
- Scritto da: Rosemary Anne Sisson

### Trama
Indy e Remy arrivano a Londra e si arruolano nella legione straniera. Sapendo che la sua vita si trasformerà presto in un combattimento mortale, Indy cerca goffamente il conforto della compagnia femminile, incappando in un incontro di suffragette organizzato da Sylvia Pankhurst. Viene colpito dalla bellissima controllora Vicky Prentiss, e i due trascorrono un breve ma idilliaco periodo insieme nella campagna inglese. Indy e Vicky visitano anche la vecchia tutrice di Indy, Helen Seymour, che li invita a una cena a cui partecipa nientemeno che Winston Churchill.
- Altri interpreti: Elizabeth Hurley (Vicky Prentiss), Vanessa Redgrave (signora Prentiss), Jane Wyatt (Vicky da anziana), Kika Markham (Sylvia Pankhurst)

## Africa orientale britannica, settembre 1909
- Titolo originale: British East Africa, September 1909
- Diretto da: Carl Schultz
- Scritto da: Matthew Jacobs

### Trama
Il giovane Indy e la sua famiglia incontrano Theodore Roosevelt, ex presidente degli Stati Uniti, che è in safari nell'Africa Orientale Britannica. Roosevelt è in una spedizione ufficiale sponsorizzata dalla Smithsonian Institution per raccogliere esemplari per il National Museum of Natural History. Un particolare esemplare gli sfugge, però: l'orice dal ciuffo, che un tempo era abbondante, ora sembra impossibile da trovare. Indy è determinato ad aiutare Roosevelt. Fa amicizia con un ragazzo masai, Meto, e viene a conoscenza della catena ecologica da un anziano masai. Indy scopre l'equilibrio essenziale che collega tutti gli esseri viventi nella savana africana ed è turbato dalla pratica di uccidere animali per esporli nei musei come mezzo di conservazione.
- Altri interpreti: Isaac Senteu Supeyo (Meto), James Gammon (Theodore Roosevelt), Paul Freeman (Frederick Selous)

## Verdun 1916
- Titolo originale: Verdun, September 1916
- Diretto da: René Manzor
- Scritto da: Jonathan Hensleigh

### Trama
Indy, fingendosi il belga Henri Defense, si è unito ai francesi per fare da corriere in motocicletta nelle trincee di Verdun. Non c'è contrasto maggiore di quello tra la carneficina in prima linea e il comfort del castello dove i generali Robert Nivelle, Philippe Pétain e Joseph Joffre pianificano le loro prossime mosse. In un pericoloso incarico di spionaggio, Indy torna con la notizia che l'artiglieria tedesca è stata portata a Verdun, ma tali rapporti vengono ignorati di fronte alle pressioni politiche che guidano una guerra apparentemente futile.
- Altri interpreti: Bernard Fresson (Joseph Joffre), Jean Rougerie (Philippe Pétain), Igor De Savitch (Robert Nivelle), Cris Campion (maggiore Gaston)

## Africa orientale tedesca 1916
- Titolo originale: German East Africa, December 1916
- Diretto da: Simon Wincer
- Scritto da: Frank Darabont

### Trama
Indy guida i suoi soldati askari alla vittoria in un attacco contro una roccaforte nemica e viene promosso capitano. La sua unità viene inviata in tutto il Congo belga in una missione importante, ma la maggior parte muore di malattia e sfinimento. Indy riesce a salvare un bambino da morte certa, ma la sua presenza mette a rischio la missione, lasciando Indy in un dilemma morale, costretto a combattere la sua coscienza, il suo senso del dovere, i suoi stessi uomini e il nemico mentre si fa strada attraverso il paese.
- Altri interpreti: Bryan Pringle (Zachariah Sloat), Michel Duchaussoy (maggiore Boucher), Isaach de Bankolé (sergente Barthélèmy), Friedrich von Thun (Albert Schweitzer)

## Congo 1917
- Titolo originale: Congo, January 1917
- Diretto da: Simon Wincer
- Scritto da: Frank Darabont

### Trama
Depresso dal tumulto intorno a lui, Indy raggiunge il suo punto più basso. La speranza appare nella forma di Albert Schweitzer, medico, filosofo e musicista profondamente ispiratore e impegnato. Aiutandolo presso il suo ospedale nella giungla, Indy scopre che la sua fiducia nell'umanità è stata ripristinata e la sua visione della vita è cambiata per sempre.
- Altri interpreti: Bryan Pringle (Zachariah Sloat), Emile Abossolo M'bo (Joseph Azowani), Isolde Barth (Helene Schweitzer), Yann Collette (colonnello Pernod), Friedrich von Thun (Albert Schweitzer)